# Moskee van al-Aqmar

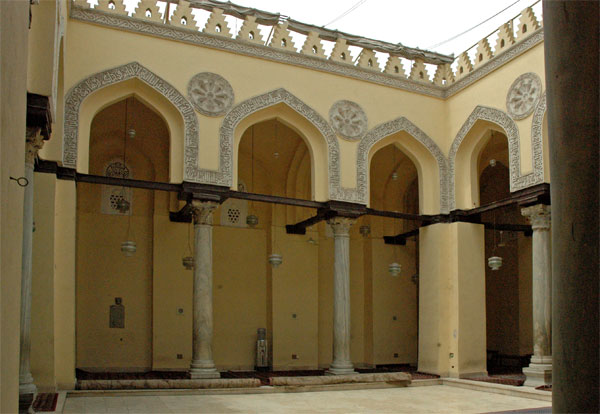

De Al-Aqmar Moskee (de maanverlichte moskee) ook wel Jami'al-Aqmar of de Grijze Moskee genoemd, staat in Caïro en is gebouwd in 1125 door Ma'mun al-Bata'ihi onder een van de laatste Fatimidische kaliefen al-Mustansir. Dit is de oudste natuurstenen moskee van Egypte, oudere moskeeën werden gemaakt van baksteen en pleisterwerk.

## Historie
De moskee is na de afronding van de bouw in 1125 door Ma'mun al-Bata'ihi nog een aantal keer aangepast en gerestaureerd. Wat betreft het interieur zijn er enkel nog wat in hout en gipspleister geschreven inscripties origineel. De bakstenen minaret en de restauraties aan de mihrab en minbar zijn toegevoegd door de mammelukse Amir Yalbugha al-Salimi in 1397. Gedurende het bewind van Mohammed Ali in de 19e eeuw heeft Amir Sulayman Agha al-Silahdar die ook de nabijgelegen moskee heeft gebouwd nog restauraties uitgevoerd. Momenteel lijkt het er op dat de moskee is gebouwd op straatniveau, maar hij was oorspronkelijk gebouwd op diverse winkels die de moskee waarschijnlijk hebben bijgedragen aan de waqf.

## Architectuur
De plattegrond van de moskee is opvallend omdat de ingang niet in lijn is met de Qibla muur, maar met de aanliggende straten. De façade toont ook het oudste gebruik van decoratieve elementen die later populair werden onder de mammelukken. Deze decoratieve elementen omvatten gebeeldhouwde stalactieten (Muqarnas) en ribben in de overkapte boog. De ingang bevindt zich in een kielvormige boog. Het interieur heeft spiraalvormige groeven en in het midden een medaillon met de namen van Mohammed en Ali.